# Lapės
Lapės (Pools: Łopie) is een plaats in het Litouwse district Kaunas. De plaats telt 1038 inwoners (2001)